# Cratere Ōmura
Ōmura  è un cratere sulla superficie di Marte.